# Patagonotothen ramsayi
Patagonotothen ramsayi är en fiskart som först beskrevs av Charles Tate Regan, 1913.  Patagonotothen ramsayi ingår i släktet Patagonotothen och familjen Nototheniidae. Inga underarter finns listade i Catalogue of Life.